# Шварцах (Форарльберг)
Шварцах (нем. Schwarzach) — коммуна (нем. Gemeinde) в Австрии, в федеральной земле Форарльберг.
Входит в состав округа Брегенц. Площадь общины составляет 4,91 км², население — 3919 человек (1 января 2021), плотность населения — 800 чел./км². Официальный код — 80235.

## Население
| Год  | Численность |
| ---- | ----------- |
| 1869 | 689         |
| 1889 | 800         |
| 1890 | 883         |
| 1900 | 995         |
| 1910 | 1084        |
| 1923 | 987         |
| 1934 | 961         |
| 1939 | 967         |
| 1951 | 1339        |
| 1961 | 1780        |
| 1971 | 2374        |
| 1981 | 3084        |
| 1991 | 3122        |
| 2001 | 3373        |
| 2011 | 3726        |
| 2021 | 3919        |

## Политическая ситуация
Бургомистр коммуны — Хельмут Лайте (местный блок) по результатам выборов 2005 года.
Совет представителей коммуны (нем. Gemeinderat) состоит из 24 мест.
- АНП занимает 4 места.
- Зелёные занимают 3 места.
- СДПА занимает 2 места.